# Catacomb 3-D
Catacomb 3-D è uno sparatutto in prima persona per MS-DOS. Il gioco, sviluppato da id Software, fu pubblicato nel 1992 da Softdisk per la sua serie Gamer's Edge, ed è il terzo titolo della serie Catacomb, creata, qualche anno prima, da John Carmack.

## Trama
Siete Petton Everhail, il più potente mago del regno di Thoria, e avete un problema. Il malvagio Grelminar, risorto dopo 200 anni, ha imprigionato Nemesis, l'unico che può accedere alle Wildways, sentieri incantati per altre dimensioni. Il suo corpo, imprigionato dentro dell'ambra magica, e nascosto da Grelminar nell'isola di Garacy, deve essere ritrovato a tutti i costi. La trama prosegue nei successivi capitoli, portando Petton anche nel futuro, per combattere contro robot e alieni.

## Modalità di gioco
Con questo titolo viene introdotta la visualizzazione della mano del protagonista durante l'attacco; inoltre è presente il suo viso che, man mano che si è colpiti dai nemici, si tramuta in un teschio. Non esistono animazioni che mostrano l'apertura delle porte: dopo la pressione del tasto (o, nel caso di porte segrete, dopo essere colpite dalla palla di fuoco), queste spariscono. È presente anche una bussola; nei capitoli successivi, sarà sostituita da un radar indicante la posizione di nemici e oggetti.

## La serie
Il primo titolo della serie a 3 dimensioni è intitolato Catacomb 3-D: A new dimension. Creatori del gioco sono John Carmack, John Romero, Jason Blochowiak (programmazione), Tom Hall (design), Adrian Carmack (grafica), e Robert Prince (sonoro). Carmack realizzò il motore grafico, dotato di texture sui poligoni a differenza del precedente Hovertank 3D, dopo essere venuto a sapere che la Blue Sky Productions stava facendo altrettanto per Ultima Underworld; Catacomb uscì sei mesi prima, sebbene fu il capitolo della serie Ultima, comunque ben più elaborato, ad ottenere maggiore attenzione.
Dopo che i componenti della id Software andarono via, uscì, sempre prodotta da Softdisk, una trilogia dedicata a Catacomb chiamata Catacomb Fantasy Trilogy e prodotta utilizzando il medesimo motore grafico.
- Catacomb (John Carmack/Softdisk) - gioco a due dimensioni con visuale dall'alto, uscito per DOS e Apple II
- Catacomb 2 (John Carmack/Softdisk) - secondo episodio, molto simile al precedente
- Catacomb 3-D: A new dimension (id Software/Softdisk, riedito come Catacomb 3-D: The Descent)
- Catacomb Fantasy Trilogy:
  - Catacomb Abyss (Softdisk) - primo capitolo della trilogia, distribuito come shareware.
  - Catacomb Armageddon (Softdisk/Froggman) - secondo capitolo, in seguito è distribuito come titolo budget da Froggman come Curse of the Catacombs.
  - Catacomb Apocalypse (Softdisk/Froggman) - terzo e ultimo capitolo, nel quale vengono inseriti elementi fantascientifici come nemici robot; in seguito è distribuito come titolo budget da Froggman come Terror of the Catacombs.